# Rineloricaria langei
Rineloricaria langei är en fiskart som beskrevs av Ingenito, Ghazzi, Duboc och Abilhoa 2008. Rineloricaria langei ingår i släktet Rineloricaria och familjen Loricariidae. Inga underarter finns listade i Catalogue of Life.